# Omicron pusio
Omicron pusio är en stekelart som först beskrevs av Kirsch 1878.  Omicron pusio ingår i släktet Omicron och familjen Eumenidae. Inga underarter finns listade i Catalogue of Life.